# UBS Tower
De UBS Tower is een wolkenkrabber in Chicago, Verenigde Staten. Het gebouw staat op 1 North Wacker Drive. De bouw van de kantoortoren begon in 1999 en werd in 2001 voltooid. Op 10 april 2001 bereikte het gebouw zijn hoogste punt.

## Ontwerp
De UBS Tower is 198,58 meter hoog en telt 50 verdiepingen. Daarnaast bevat het gebouw nog 2 ondergrondse lagen. Het gebouw is door Lohan Associates in modernistische stijl ontworpen en heeft een totale oppervlakte van 156.076 vierkante meter.
De oostkant van het gebouw springt op de 19e en 34e verdieping terug. Bij het begin van de constructie heette het gebouw nog "One North Wacker". Toen UBS tijdens de constructie ongeveer 41.936 vierkante meter van het gebouw huurde, werd het gebouw hernoemd tot de UBS Tower.
Willis Tower · Trump International Hotel and Tower · Aon Center · John Hancock Center · AT&T Corporate Center · Two Prudential Plaza · 311 South Wacker Drive · Aqua · 900 North Michigan · Water Tower Place · Chase Tower · Park Tower · The Legacy at Millennium Park · 300 North LaSalle · Three First National Plaza · Chicago Title and Trust Center · One Museum Park · Olympia Centre · 330 North Wabash · 111 South Wacker · 181 West Madison · Hyatt Center · One Magnificent Mile · 340 on the Park · 77 West Wacker Drive · UBS Tower · Richard J. Daley Center · 55 East Erie · Lake Point Tower · River East Center · Grand Plaza I · Leo Burnett Building · The Heritage at Millennium Park · NBC Tower · Millennium Centre · Chicago Place · Chicago Board of Trade Building · One Prudential Plaza · CNA Center · Heller International Building · Madison Plaza · 1000 Lake Shore Plaza